# Kostel svatého Bonifáce (Liberec)
Kostel svatého Bonifáce v Liberci-Dolním Hanychově je sakrální stavbou postavenou v letech 1915–1919 varnsdorfským architektem a stavitelem Antonem Möllerem. Stylově se jedná o přechod mezi secesí a individuální modernou. Od 5. dubna 1994 je chráněn jako kulturní památka České republiky.

## Historie

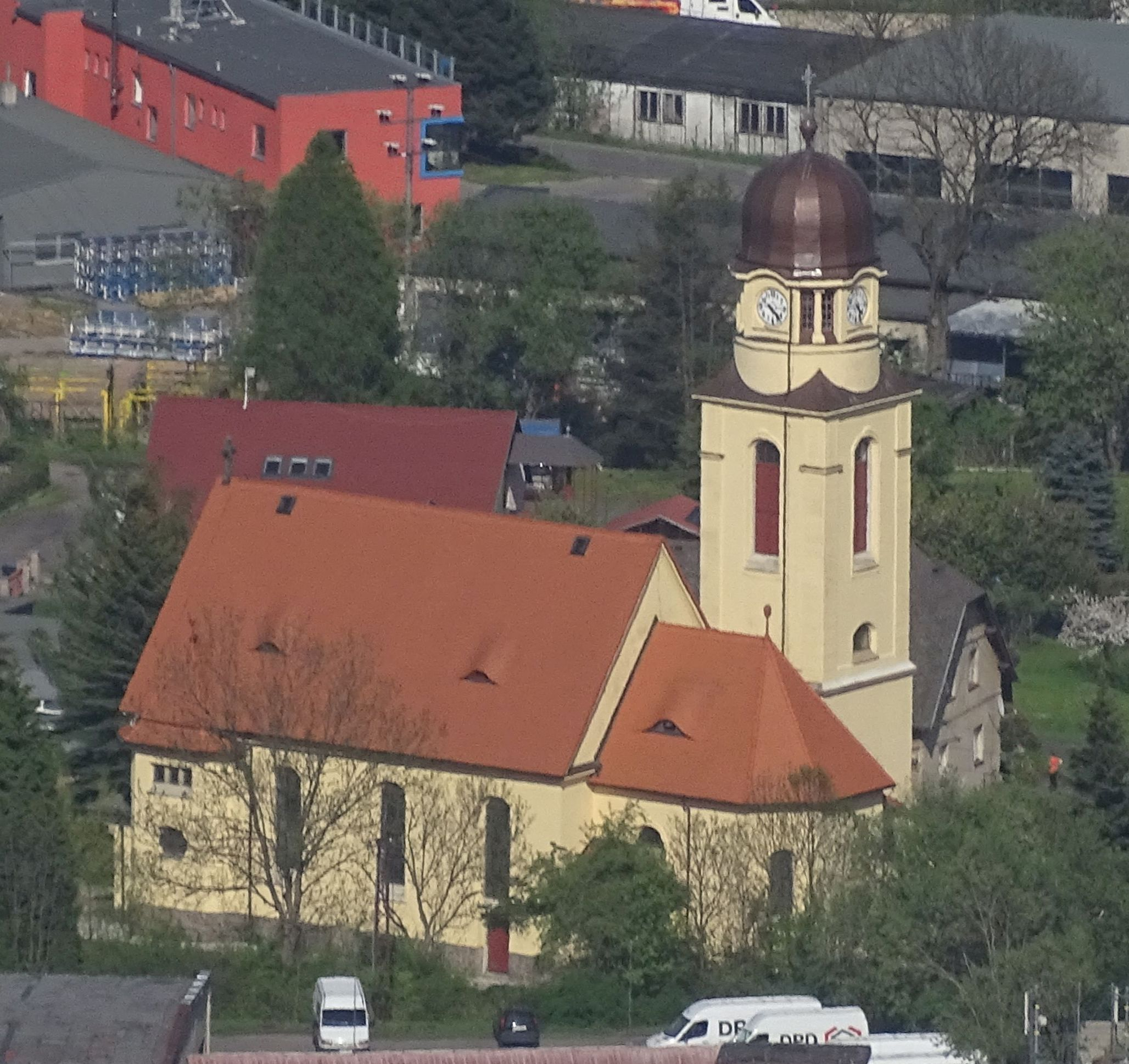
Kostel sv. Bonifáce z Ještědu

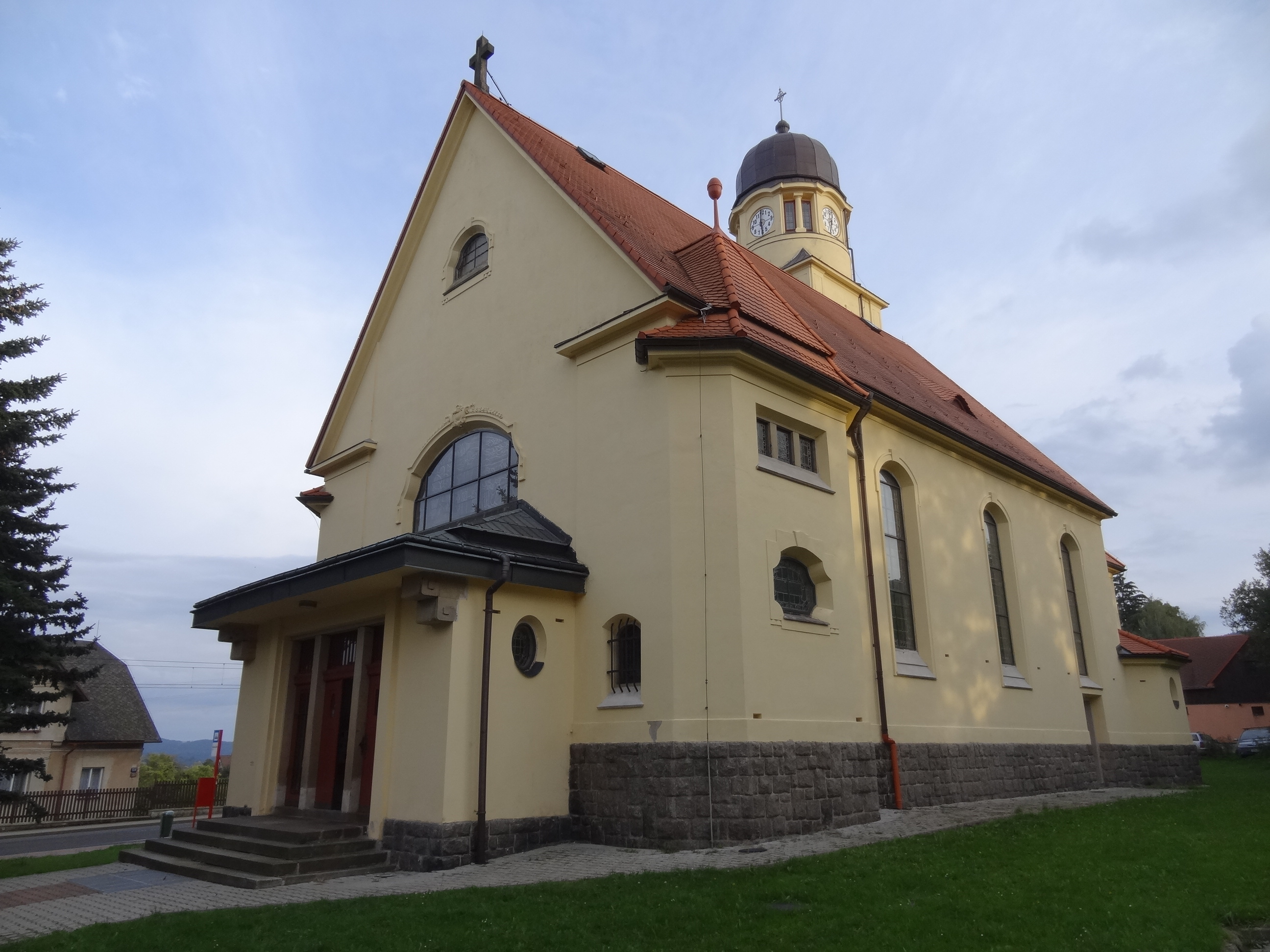
Kostel po opravě (r. 2017)

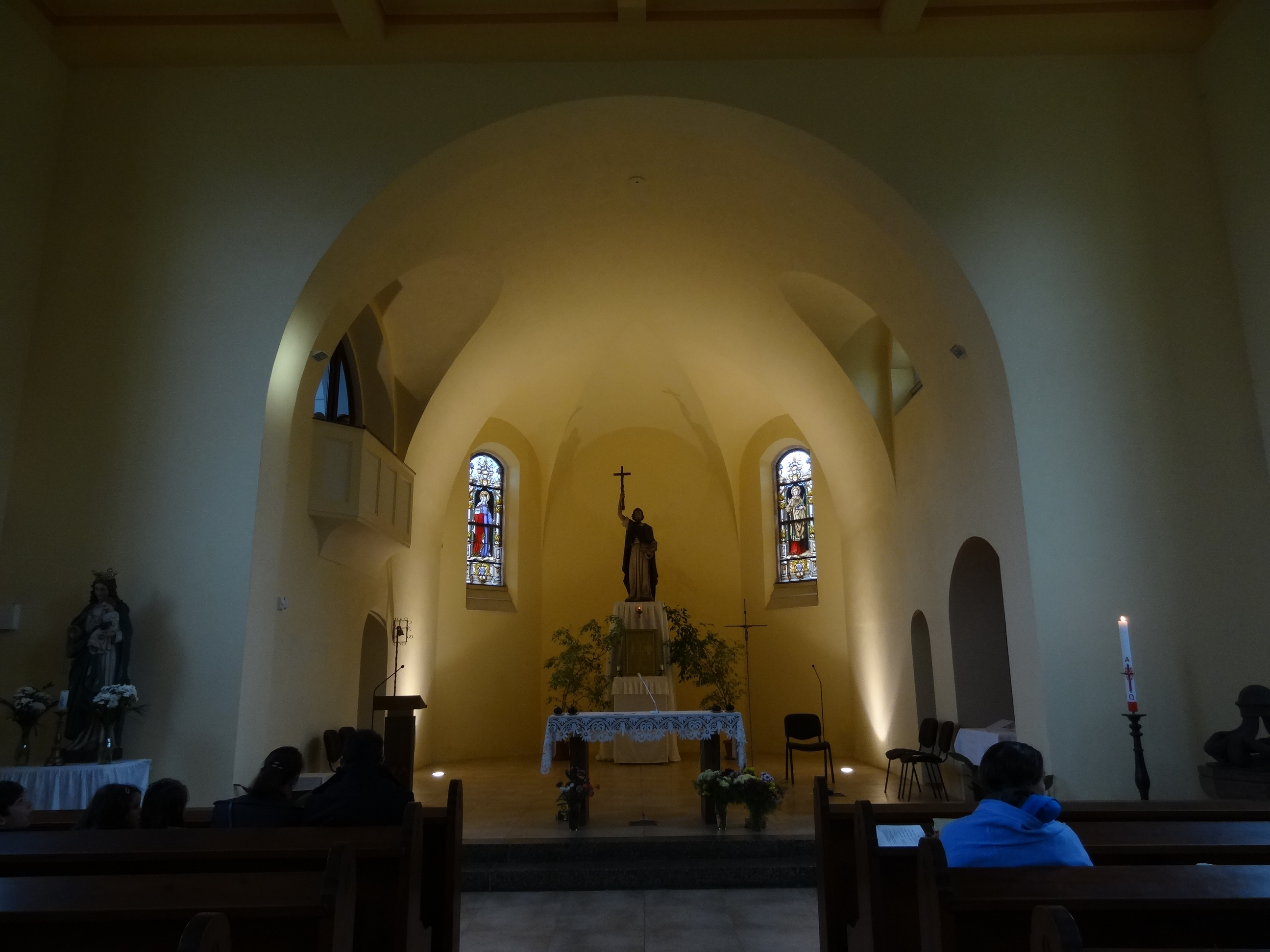
Presbytář kostela sv. Bonifáce

V době výstavby kostela se jednalo o sakrální stavbu určenou pro německy mluvící obyvatelstvo obcí Dolní a Horní Hanychov, které mělo úctu ke sv. Bonifáci podobně jako ji mělo české obyvatelstvo ke sv. Václavovi. Vlastní stavbu prodloužily hospodářské problémy, které přinesla I. světová válka. V roce 1945 došlo k nucenému odchodu většiny německy mluvících obyvatel a kostel začal chátrat. Několikrát byla jeho existence dokonce ohrožena demolicí. K podstatné záchraně kostela došlo až na přelomu 20. a 21. století v důsledku snahy farníků a také za přispění vysídlených rodáků, kdy byly provedeny nejnaléhavější opravy.
Duchovní správci kostela jsou uvedeni na stránce: Římskokatolická farnost – děkanství Liberec-Rochlice.

## Architektura
Jedná se o obdélný, jednolodní kostel, polygonálně uzavřený. Strop kostela je kazetový. Lavice pocházejí z doby výstavby kostela. Postranní věž má výšku 33 metrů. Kostel byl v roce 2013 opraven.

## Bohoslužby
Kostel je v současnosti filiálním kostelem římskokatolické farnosti- děkanství Rochlice. V kostele se konají pravidelné mše svaté vždy v neděli v 8:00 a v úterý od 17:00 hodin.